# Клюни — Ла-Сорбонн (станция метро)
Клюни — Ля-Сорбонн (фр. Cluny - La Sorbonne) — станция линии 10 Парижского метрополитена, расположенная в V округе Парижа. 

## История
- Станция открылась 15 февраля 1930 года в составе пускового участка линии 10 Одеон — Пляс д'Итали, который через год был разделён между линиями 7 и 10. В связи с началом Второй Мировой войны станция была закрыта 2 сентября 1939 года и по окончании войны она не должна была открыться, однако сооружение неподалёку пересадочного узла линий RER B и С "Сен-Мишель — Нотр-Дам" и строительство перехода привели к тому, что станция подверглась реновации и 15 декабря 1988 года вновь открылась для пассажиров.
- Пассажиропоток по станции по входу в 2011 году, по данным RATP, составил 2 744 528 человек[2]. В 2012 году этот показатель составлял 2 615 706 человек[3]. В 2013 году этот показатель снизился и составил 2 509 657 пассажиров (219 место по уровню входного пассажиропотока в Парижском метро)[4]

## Этимология названия
Название станции происходит от музея Клюни, находяшегося на территории бывшего аббатства Клюни, а также от серии университетов Сорбонна, которая образовалась в результате разделения в 1970 году одного из старейших европейских университетов на 13 отдельных.

## Оформление
Нынешнее оформление станции, выполненное французским художником Жаном Базеном перед перезапуском станции в 1988 году, включает в себя мозаичное оформление потолка на литературную тему, а также вывески с названием станции, выполненные в оригинальном дизайне.

## Путевое развитие
Между пассажирскими путями станции пролегает средний путь, который начинается на перегоне Клюни — Ля-Сорбонн — Мобер — Мютуалите (к нему примыкает пошёрстный съезд), а на перегоне Клюни — Ля-Сорбонн — Одеон уходит ниже уровня линии 10 и заканчивается тупиком возле зала линии 4 станции "Одеон", а от этого тупика, в свою очередь, проложен съезд на линию 4. 

## Галерея

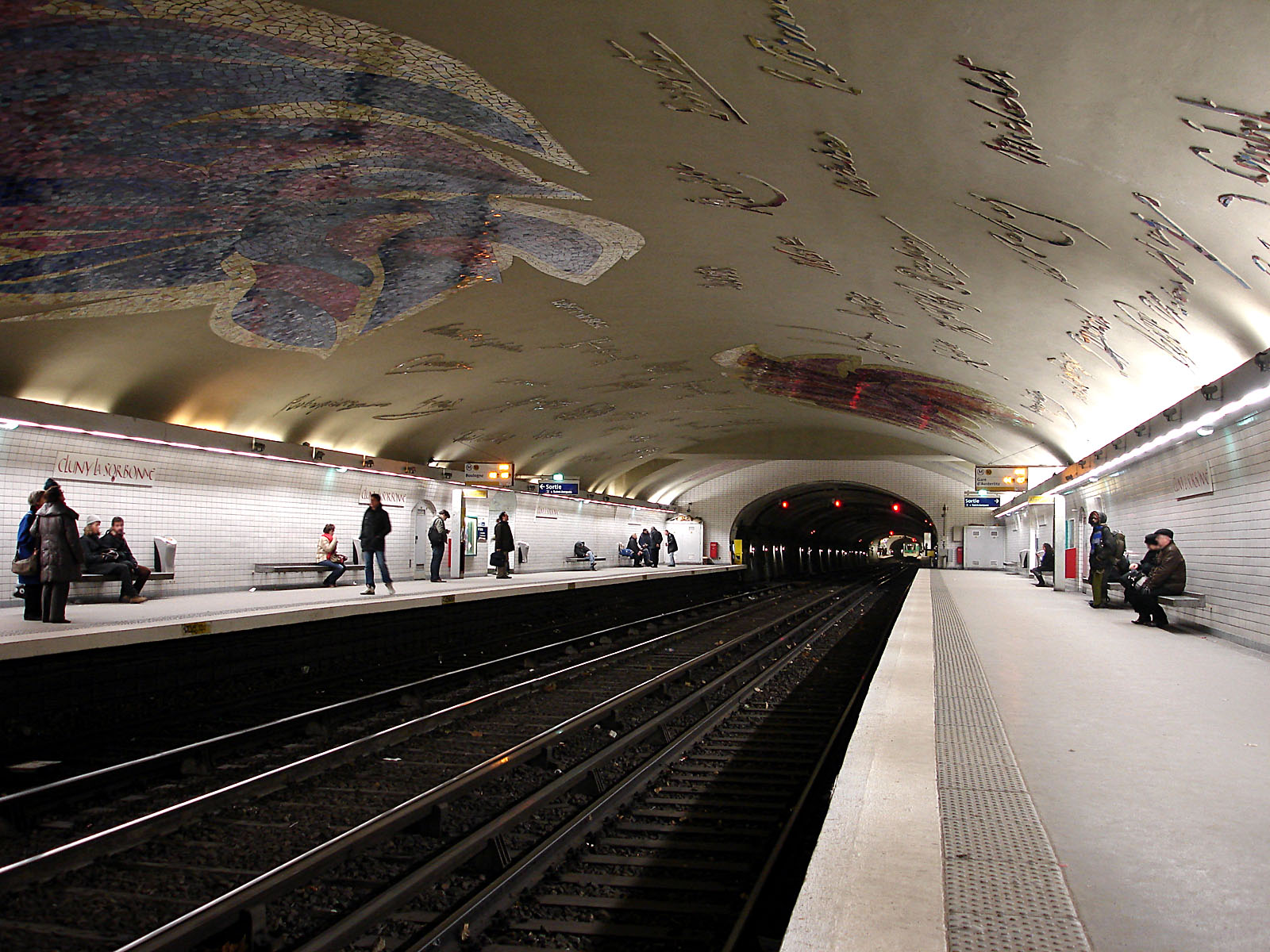
Общий вид станции с мозаиками на потолке свода
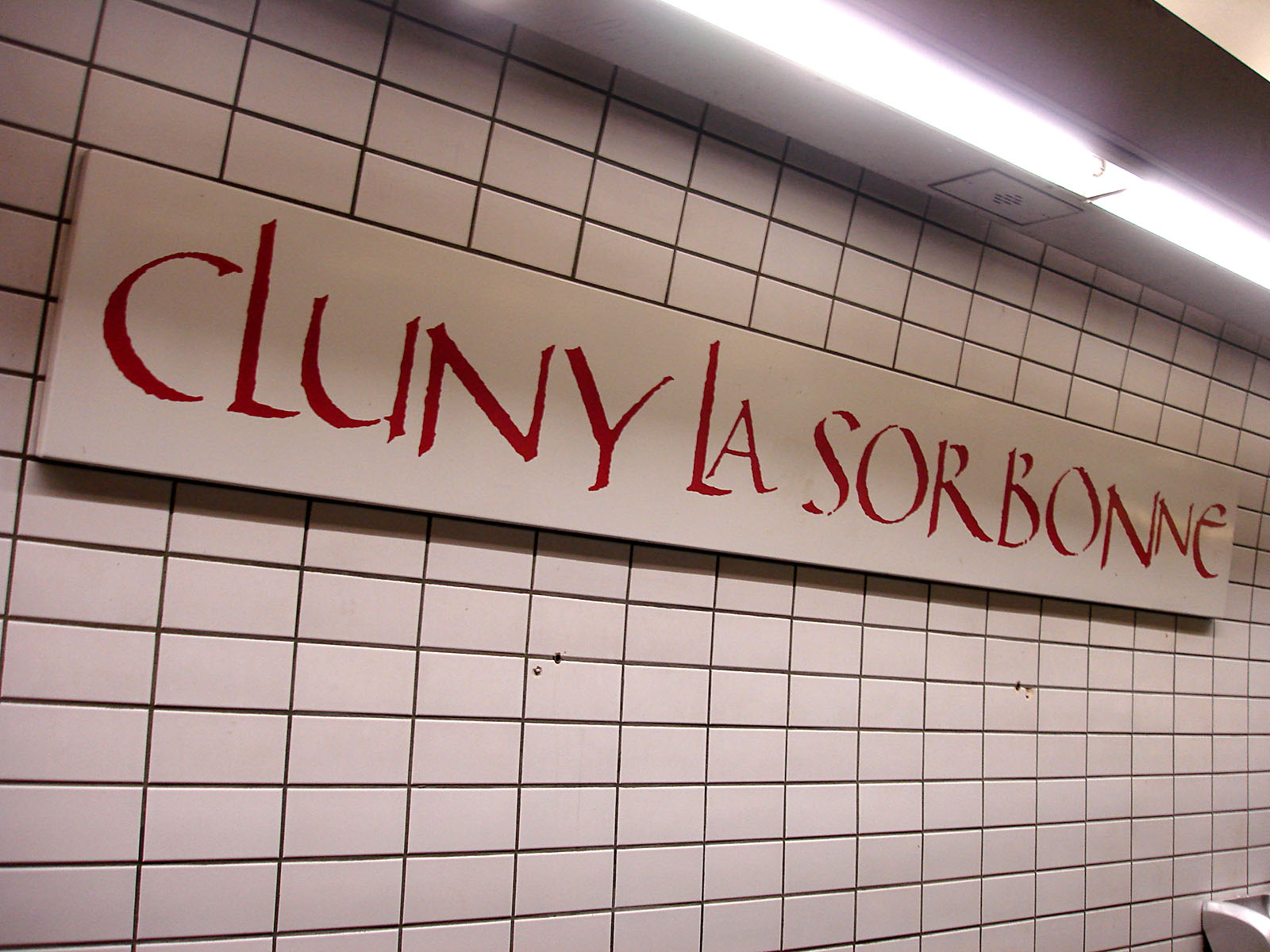
Вывеска с названием станции